# Lijst van voetbalinterlands Brazilië - Venezuela
Deze lijst van voetbalinterlands is een overzicht van alle officiële voetbalwedstrijden tussen de nationale teams van Brazilië en Venezuela. De Zuid-Amerikaanse buurlanden speelden tot op heden 30 keer tegen elkaar. Het eerste duel was een kwalificatiewedstrijd voor het Wereldkampioenschap voetbal 1970, gespeeld op 10 augustus 1969 in Caracas. De laatste ontmoeting, een kwalificatiewedstrijd voor het Wereldkampioenschap voetbal 2026, vond plaats in Maturín op 14 november 2024.

## Wedstrijden
| №  | Plaats          | Datum            | Competitie           | Wedstrijd            | Uitslag |
| -- | --------------- | ---------------- | -------------------- | -------------------- | ------- |
| 1  | Caracas         | 10 augustus 1969 | WK 1970 kwalificatie | Venezuela – Brazilië | 0 – 5   |
| 2  | Rio de Janeiro  | 24 augustus 1969 | WK 1970 kwalificatie | Brazilië – Venezuela | 6 – 0   |
| 3  | Caracas         | 31 juli 1975     | Copa América 1975    | Venezuela – Brazilië | 0 – 4   |
| 4  | Belo Horizonte  | 13 augustus 1975 | Copa América 1975    | Brazilië – Venezuela | 6 – 0   |
| 5  | Caracas         | 8 februari 1981  | WK 1982 kwalificatie | Venezuela – Brazilië | 0 – 1   |
| 6  | Goiania         | 29 maart 1981    | WK 1982 kwalificatie | Brazilië – Venezuela | 5 – 0   |
| 7  | Córdoba         | 28 juni 1987     | Copa América 1987    | Brazilië – Venezuela | 5 – 0   |
| 8  | Salvador        | 1 juli 1989      | Copa América 1989    | Brazilië – Venezuela | 3 – 1   |
| 9  | Caracas         | 30 juli 1989     | WK 1990 kwalificatie | Venezuela – Brazilië | 0 – 4   |
| 10 | São Paulo       | 20 augustus 1989 | WK 1990 kwalificatie | Brazilië – Venezuela | 6 – 0   |
| 11 | San Cristobal   | 1 augustus 1993  | WK 1994 kwalificatie | Venezuela – Brazilië | 1 – 5   |
| 12 | Belo Horizonte  | 5 september 1993 | WK 1994 kwalificatie | Brazilië – Venezuela | 4 – 0   |
| 13 | Ciudad del Este | 30 juni 1999     | Copa América 1999    | Brazilië – Venezuela | 7 – 0   |
| 14 | Maracaibo       | 8 oktober 2000   | WK 2002 kwalificatie | Venezuela – Brazilië | 0 – 6   |
| 15 | São Luís        | 14 november 2001 | WK 2002 kwalificatie | Brazilië – Venezuela | 3 – 0   |
| 16 | Maracaibo       | 9 oktober 2004   | WK 2006 kwalificatie | Venezuela – Brazilië | 2 – 5   |
| 17 | Belem           | 12 oktober 2005  | WK 2006 kwalificatie | Brazilië – Venezuela | 3 – 0   |
| 18 | Foxborough      | 6 juni 2008      | Vriendschappelijk    | Brazilië – Venezuela | 0 – 2   |
| 19 | San Cristóbal   | 12 oktober 2008  | WK 2010 kwalificatie | Venezuela – Brazilië | 0 – 4   |
| 20 | Campo Grande    | 14 oktober 2009  | WK 2010 kwalificatie | Brazilië – Venezuela | 0 – 0   |
| 21 | La Plata        | 3 juli 2011      | Copa América 2011    | Brazilië – Venezuela | 0 – 0   |
| 22 | Santiago        | 21 juni 2015     | Copa América 2015    | Brazilië − Venezuela | 2 − 1   |
| 23 | Fortaleza       | 13 oktober 2015  | WK 2018 kwalificatie | Brazilië − Venezuela | 3 − 1   |
| 24 | Mérida          | 11 oktober 2016  | WK 2018 kwalificatie | Venezuela − Brazilië | 0 − 2   |
| 25 | Salvador        | 18 juni 2019     | Copa América 2019    | Brazilië – Venezuela | 0 − 0   |
| 26 | São Paulo       | 13 november 2020 | WK 2022 kwalificatie | Brazilië − Venezuela | 1 − 0   |
| 27 | Brasilia        | 13 juni 2021     | Copa América 2021    | Brazilië − Venezuela | 3 − 0   |
| 28 | Caracas         | 7 oktober 2021   | WK 2022 kwalificatie | Venezuela − Brazilië | 1 − 3   |
| 29 | Cuiabá          | 12 oktober 2023  | WK 2026 kwalificatie | Brazilië − Venezuela | 1 − 1   |
| 30 | Maturín         | 14 november 2024 | WK 2026 kwalificatie | Venezuela − Brazilië | 1 − 1   |

## Samenvatting
| Competitie        | Totaal gespeeld | Winst Brazilië | Gelijk | Winst Venezuela | Doelsaldo Brazilië – Venezuela |
| ----------------- | --------------- | -------------- | ------ | --------------- | ------------------------------ |
| WK-kwalificatie   | 20              | 17             | 3      | 0               | 68 − 7                         |
| Copa América      | 9               | 7              | 2      | 0               | 30 − 2                         |
| Vriendschappelijk | 1               | 0              | 0      | 1               | 0 − 2                          |
| Totaal            | 30              | 24             | 5      | 1               | 98 − 11                        |

Wedstrijden bepaald door strafschoppen worden, in lijn met de FIFA, als een gelijkspel gerekend.

## Details

### Dertiende ontmoeting
| Copa América 1999 (Ciudad del Este, Paraguay, 30 juni 1999):                           |       |           |
| Brazilië                                                                               | 7 – 0 | Venezuela |
| Ronaldo 28' Emerson 40' Amoroso 54' Ronaldo 62' Ronaldinho 74' Amoroso 81' Rivaldo 82' | goals |           |

### Veertiende ontmoeting
| WK 2002 kwalificatie (Maracaibo, Venezuela, 8 oktober 2000): |       |                                                                               |
| Venezuela                                                    | 0 – 6 | Brazilië                                                                      |
|                                                              | goals | 20' Euller 28' Juninho 31' Romário 36' Romário 38' (pen.) Romário 63' Romário |

### Vijftiende ontmoeting
| WK 2002 kwalificatie (São Luís, Brazilië, 14 november 2001): |       |           |
| Brazilië                                                     | 3 – 0 | Venezuela |
| Luizão 12' Luizão 19' Rivaldo 34'                            | goals |           |

### Zestiende ontmoeting
| WK 2006 kwalificatie (Maracaibo, Venezuela, 9 oktober 2004): |       |                                                      |
| Venezuela                                                    | 2 – 5 | Brazilië                                             |
| Ruberth Morán 79' Ruberth Morán 90'                          | goals | 5' Kaká 34' Kaká 48' Ronaldo 50' Ronaldo 75' Adriano |

### Zeventiende ontmoeting
| WK 2006 kwalificatie (Belém, Brazilië, 12 oktober 2005): |       |           |
| Brazilië                                                 | 3 – 0 | Venezuela |
| Adriano 28' Ronaldo 51' Roberto Carlos 61'               | goals |           |

### Achttiende ontmoeting
| Vriendschappelijk (Foxborough, Verenigde Staten, 6 juni 2008): |       |                                          |
| Brazilië                                                       | 0 – 2 | Venezuela                                |
|                                                                | goals | 5' Giancarlo Maldonado 44' Ronald Vargas |

### Negentiende ontmoeting
| WK 2010 kwalificatie (San Cristóbal, Venezuela, 12 oktober 2008): |       |                                             |
| Venezuela                                                         | 0 – 4 | Brazilië                                    |
|                                                                   | goals | 6' Kaká 10' Robinho 19' Adriano 67' Robinho |

### Twintigste ontmoeting
| WK 2010 kwalificatie (Campo Grande, Brazilië, 14 oktober 2009): |       |           |
| Brazilië                                                        | 0 – 0 | Venezuela |
|                                                                 | goals |           |

### 21ste ontmoeting
| Copa América 2011 (La Plata, Argentinië, 3 juli 2011): |       |           |
| Brazilië                                               | 0 – 0 | Venezuela |
|                                                        | goals |           |

### 22ste ontmoeting
| Copa América 2015 (Santiago, Chili, 21 juni 2015): |       |           |
| Brazilië                                           | 2 – 1 | Venezuela |
| Thiago Silva 9' Roberto Firmino 52'                | goals | 84' Miku  |

### 24ste ontmoeting
| WK 2018 kwalificatie (Mérida, Venezuela, 11 oktober 2016): |       |                              |
| Venezuela                                                  | 0 – 2 | Brazilië                     |
|                                                            | goals | 8' Gabriel Jesus 53' Willian |